# Liste der Gebietsänderungen im Ruhrgebiet von 1926 bis 1945
Die Liste der Gebietsänderungen im Ruhrgebiet von 1926 bis 1945 enthält wichtige Änderungen der Gemeindegebiete im Ruhrgebiet in der Zeit vom 1. Januar 1926 bis zum 31. Dezember 1945. Dazu zählen unter anderem Zusammenschlüsse und Trennungen von Gemeinden, Eingliederungen von Gemeinden in eine andere, Änderungen des Gemeindenamens und größere Umgliederungen von Teilen einer Gemeinde in eine andere.

## Legende
- Datum: juristisches Wirkungsdatum der Gebietsänderung
- Gemeinde vor der Änderung: Gemeinde vor der Gebietsänderung
- Maßnahme: Art der Änderung
- Gemeinde nach der Änderung: Gemeinde nach der Gebietsänderung
- Landkreis: Landkreis der Gemeinde nach der Gebietsänderung
- OT: Ortsteil

Die Sortierung erfolgt chronologisch: Datum, kreisfreie Städte, Landkreise, aufnehmende oder neu gebildete Gemeinde. Heute noch bestehende Gemeinden sind farbig unterlegt.

## Liste
| Datum       | Gemeinde vor der Änderung | Maßnahme                                                                         | Gemeinde nach der Änderung                                                       | Kreis/Landkreis                                                                  |
| ----------- | --- | -------------------------------------------------------------------------------- | -------------------------------------------------------------------------------- | -------------------------------------------------------------------------------- |
| 01.04.1926  | Kreisneugliederung 12 Landkreise, 18 Stadtkreise → 11 Landkreise, 20 Stadtkreise | Kreisneugliederung 12 Landkreise, 18 Stadtkreise → 11 Landkreise, 20 Stadtkreise | Kreisneugliederung 12 Landkreise, 18 Stadtkreise → 11 Landkreise, 20 Stadtkreise | Kreisneugliederung 12 Landkreise, 18 Stadtkreise → 11 Landkreise, 20 Stadtkreise |
| 01.04.1926  | Bergen Weitmar | Eingliederung                                                                    | Bochum                                                                           | –                                                                                |
| 01.04.1926  | Altenbochum Gebietsteile Eickel Gebietsteile Eppendorf Gebietsteile Höntrop Gebietsteile Hordel Gebietsteile Laer Gebietsteile Riemke Gebietsteile Westenfeld Gebietsteile                                                                 | Umgliederung                                                                     | Bochum                                                                           | –                                                                                |
| 01.04.1926  | Recklinghausen Gebietsteile | Umgliederung                                                                     | Herne                                                                            | –                                                                                |
| 01.04.1926  | Suderwich | Eingliederung                                                                    | Recklinghausen                                                                   | –                                                                                |
| 01.04.1926  | Herne Gebietsteile Recklinghausen-Land Gebietsteile | Umgliederung                                                                     | Recklinghausen                                                                   | –                                                                                |
| 01.04.1926  | | Neubildung                                                                       | Wanne-Eickel                                                                     | –                                                                                |
| 01.04.1926  | Eickel Gebietsteile Günnigfeld Gebietsteile Herne Gebietsteile Hordel Gebietsteile Röhlinghausen Gebietsteile Wanne Gebietsteile | Umgliederung                                                                     | Wanne-Eickel                                                                     | –                                                                                |
| 01.04.1926  | Munscheid | Eingliederung                                                                    | Wattenscheid                                                                     | –                                                                                |
| 01.04.1926  | Bochum Gebietsteile Eppendorf Gebietsteile Gelsenkirchen Gebietsteile Günnigfeld Gebietsteile Höntrop Gebietsteile Königssteele Gebietsteile Leithe (Westfalen) Gebietsteile Sevinghausen Gebietsteile Westenfeld Gebietsteile             | Umgliederung                                                                     | Wattenscheid                                                                     | –                                                                                |
| 01.04.1926  | Altenbochum Gebietsteile Bövinghausen bei Castrop Gebietsteile Castrop Gebietsteile | Umgliederung                                                                     | Gerthe                                                                           | Bochum                                                                           |
| 01.04.1926  | Altenbochum Gebietsteile | Umgliederung                                                                     | Laer                                                                             | Bochum                                                                           |
| 01.04.1926  | Dingen Gebietsteile | Umgliederung                                                                     | Bodelschwingh                                                                    | Dortmund                                                                         |
| 01.04.1926  | Bladenhorst Bövinghausen bei Castrop Castrop Dingen Frohlinde Habinghorst Ickern Merklinde Rauxel | Zusammenschluss                                                                  | Castrop-Rauxel                                                                   | Dortmund                                                                         |
| 01.04.1926  | Deininghausen Gebietsteile | Umgliederung                                                                     | Castrop-Rauxel                                                                   | Dortmund                                                                         |
| 01.04.1926  | Frohlinde Gebietsteile | Umgliederung                                                                     | Westerfilde                                                                      | Dortmund                                                                         |
| 01.04.1926  | Königssteele | Eingliederung                                                                    | Steele                                                                           | Essen                                                                            |
| 01.04.1926  | Sevinghausen Gebietsteile | Umgliederung                                                                     | Steele                                                                           | Essen                                                                            |
| 01.04.1926  | Durchholz Ostherbede Vormholz Westherbede | Zusammenschluss                                                                  | Herbede                                                                          | Hattingen                                                                        |
| 01.04.1926  | Königssteele Gebietsteile | Umgliederung                                                                     | Linden-Dahlhausen                                                                | Hattingen                                                                        |
| 01.04.1926  | Baak Dumberg Niederwenigern | Eingliederung                                                                    | Winz                                                                             | Hattingen                                                                        |
| 01.04.1926  | Oer Gebietsteile Recklinghausen-Land Gebietsteile | Umgliederung                                                                     | Marl                                                                             | Recklinghausen                                                                   |
| 01.04.1926  | | Neubildung                                                                       | Oer-Erkenschwick                                                                 | Recklinghausen                                                                   |
| 01.04.1926  | Datteln Gebietsteile Oer Gebietsteile Recklinghausen-Land Gebietsteile | Umgliederung                                                                     | Oer-Erkenschwick                                                                 | Recklinghausen                                                                   |
| 01.04.1926  | Recklinghausen-Land Gebietsteile | Umgliederung                                                                     | Westerholt                                                                       | Recklinghausen                                                                   |
| 15.05.1926  | Niederbonsfeld Gebietsteile | Umgliederung                                                                     | Winz                                                                             | Hattingen                                                                        |
| 00.00.1927  | Hohenbudberg-Kaldenhausen OT Hagschinkel, Hohenbudberg | Umgliederung                                                                     | Uerdingen                                                                        | Krefeld                                                                          |
| 00.00.1927  | Hohenbudberg-Kaldenhausen | Namensänderung                                                                   | Kaldenhausen                                                                     | Moers                                                                            |
| 01.04.1928  | Kreisneugliederung 11 Landkreise, 20 Stadtkreise → 10 Landkreise, 20 Stadtkreise | Kreisneugliederung 11 Landkreise, 20 Stadtkreise → 10 Landkreise, 20 Stadtkreise | Kreisneugliederung 11 Landkreise, 20 Stadtkreise → 10 Landkreise, 20 Stadtkreise | Kreisneugliederung 11 Landkreise, 20 Stadtkreise → 10 Landkreise, 20 Stadtkreise |
| 01.04.1928  | Deininghausen | Eingliederung                                                                    | Castrop-Rauxel                                                                   | –                                                                                |
| 01.04.1928  | Holthausen Gebietsteile | Umgliederung                                                                     | Castrop-Rauxel                                                                   | –                                                                                |
| 01.04.1928  | Asseln Bodelschwingh Bövinghausen bei Lütgendortmund Brechten Brüninghausen Ellinghausen Grevel Holthausen bei Brechten Hörde Husen Kirchderne Kirchlinde Kley Kurl Lanstrop Lütgendortmund Marten Mengede Nette Öspel Westerfilde Wickede | Eingliederung                                                                    | Dortmund                                                                         | –                                                                                |
| 01.04.1928  | Derne Gebietsteile | Umgliederung                                                                     | Dortmund                                                                         | –                                                                                |
| 01.04.1928  | Buer Gelsenkirchen Horst | Zusammenschluss                                                                  | Gelsenkirchen-Buer                                                               | –                                                                                |
| 01.04.1928  | Börnig Sodingen | Eingliederung                                                                    | Herne                                                                            | –                                                                                |
| 01.04.1928  | Castrop-Rauxel Gebietsteile Holthausen bei Castrop Gebietsteile | Umgliederung                                                                     | Herne                                                                            | –                                                                                |
| 01.04.1928  | Recklinghausen-Land Gebietsteile | Umgliederung                                                                     | Herten                                                                           | Recklinghausen                                                                   |
| 01.04.1928  | Brambauer | Eingliederung                                                                    | Lünen                                                                            | –                                                                                |
| 01.04.1928  | Derne Gebietsteile | Umgliederung                                                                     | Lünen                                                                            | –                                                                                |
| 00.04.1928  | Neukirchen Vluyn | Zusammenschluss                                                                  | Neukirchen-Vluyn                                                                 | Moers                                                                            |
| 20.09.1928  | Gutsbezirk Brügge | Eingliederung                                                                    | Bramey-Lenningsen                                                                | Hamm                                                                             |
| 01.08.1929  | Kreisneugliederung 10 Landkreise, 20 Stadtkreise → 5 Landkreise, 19 Stadtkreise | Kreisneugliederung 10 Landkreise, 20 Stadtkreise → 5 Landkreise, 19 Stadtkreise  | Kreisneugliederung 10 Landkreise, 20 Stadtkreise → 5 Landkreise, 19 Stadtkreise  | Kreisneugliederung 10 Landkreise, 20 Stadtkreise → 5 Landkreise, 19 Stadtkreise  |
| 01.08.1929  | Gerthe Laer Langendreer Linden-Dahlhausen Querenburg Stiepel Werne | Eingliederung                                                                    | Bochum                                                                           | –                                                                                |
| 01.08.1929  | Castrop-Rauxel Gebietsteile Dortmund Gebietsteile Somborn Gebietsteile Winz Gebietsteile | Umgliederung                                                                     | Bochum                                                                           | –                                                                                |
| 01.08.1929  | Essen Gebietsteile Karnap Gebietsteile Osterfeld Gebietsteile | Umgliederung                                                                     | Bottrop                                                                          | –                                                                                |
| 01.08.1929  | Aplerbeck Barop Berghofen Kirchhörde Schüren Sölde Somborn Syburg Wellinghofen | Eingliederung                                                                    | Dortmund                                                                         | –                                                                                |
| 01.08.1929  | Annen Gebietsteile Bochum Gebietsteile | Umgliederung                                                                     | Dortmund                                                                         | –                                                                                |
| 01.08.1929  | Duisburg Hamborn | Zusammenschluss                                                                  | Duisburg-Hamborn                                                                 | –                                                                                |
| 01.08.1929  | Huckingen Mündelheim | Eingliederung                                                                    | Duisburg-Hamborn                                                                 | –                                                                                |
| 01.08.1929  | Angermund Gebietsteile Bockum Gebietsteile Lintorf Gebietsteile | Umgliederung                                                                     | Duisburg-Hamborn                                                                 | –                                                                                |
| 01.08.1929  | Dreihonnschaften Gebietsteile Frillendorf Heisingen Karnap Katernberg Kray Kupferdreh Schonnebeck Siebenhonnschaften Gebietsteile Steele Stoppenberg Überruhr Werden                                                                       | Eingliederung                                                                    | Essen                                                                            | –                                                                                |
| 01.08.1929  | Boele Fley Halden Haspe Herbeck Holthausen Vorhalle | Eingliederung                                                                    | Hagen                                                                            | –                                                                                |
| 01.08.1929  | Gerthe Gebietsteile | Umgliederung                                                                     | Herne                                                                            | –                                                                                |
| 01.08.1929  | Breitscheid-Selbeck Gebietsteile Dreihonnschaften Gebietsteile Mintard Gebietsteile | Umgliederung                                                                     | Mülheim a. d. Ruhr                                                               | –                                                                                |
| 01.08.1929  | Oberhausen Osterfeld Sterkrade | Zusammenschluss                                                                  | Oberhausen                                                                       | –                                                                                |
| 01.08.1929  | Henrichenburg Gebietsteile Horneburg Gebietsteile | Umgliederung                                                                     | Recklinghausen                                                                   | –                                                                                |
| 01.08.1929  | Gelsenkirchen-Buer Gebietsteile | Umgliederung                                                                     | Wattenscheid                                                                     | –                                                                                |
| 01.08.1929  | Annen Bommern Düren Stockum | Eingliederung                                                                    | Witten                                                                           | –                                                                                |
| 01.08.1929  | Langendreer Gebietsteile Querenburg Gebietsteile | Umgliederung                                                                     | Witten                                                                           | –                                                                                |
| 01.08.1929  | Bommern Gebietsteile | Umgliederung                                                                     | Herbede                                                                          | Ennepe-Ruhrkreis                                                                 |
| 01.08.1929  | Schaephuysen südliche Gebietsteile | Umgliederung                                                                     | Tönisberg                                                                        | Kempen-Krefeld                                                                   |
| 01.08.1929  | St. Hubert Gebietsteile Traar Gebietsteile | Umgliederung                                                                     | Neukirchen-Vluyn                                                                 | Moers                                                                            |
| 01.08.1929  | Gahlen Gebietsteile | Umgliederung                                                                     | Dorsten                                                                          | Recklinghausen                                                                   |
| 01.08.1929  | Büderich rechtsrheinisches Gebiet | Umgliederung                                                                     | Wesel                                                                            | Rees                                                                             |
| 01.08.1929  | Sölde OT Rausingen | Umgliederung                                                                     | Holzwickede                                                                      | Hamm                                                                             |
| 0..ca. 1930 | Voerde | Namensänderung                                                                   | Voerde (Niederrhein)                                                             | Dinslaken                                                                        |
| 21.05.1930  | Namensänderung der Stadt Gelsenkirchen-Buer in Gelsenkirchen | Namensänderung der Stadt Gelsenkirchen-Buer in Gelsenkirchen                     | Namensänderung der Stadt Gelsenkirchen-Buer in Gelsenkirchen                     | Namensänderung der Stadt Gelsenkirchen-Buer in Gelsenkirchen                     |
| 17.10.1930  | Namensänderung des Landkreises Hamm in Kreis Unna | Namensänderung des Landkreises Hamm in Kreis Unna                                | Namensänderung des Landkreises Hamm in Kreis Unna                                | Namensänderung des Landkreises Hamm in Kreis Unna                                |
| 01.04.1931  | Kirchspiel Haltern Gebietsteile | Umgliederung                                                                     | Haltern                                                                          | Recklinghausen                                                                   |
| 01.04.1932  | Heil Gebietsteile | Umgliederung                                                                     | Oberaden                                                                         | Unna                                                                             |
| 01.04.1934  | Camp Camperbruch Hoerstgen Lintfort Rossenray Saalhoff | Zusammenschluss                                                                  | Camp-Lintfort                                                                    | Moers                                                                            |
| 01.04.1934  | Obermörmter Vynen | Eingliederung                                                                    | Marienbaum                                                                       | Moers                                                                            |
| 01.07.1934  | Eversael Vierbaum | Eingliederung                                                                    | Budberg                                                                          | Moers                                                                            |
| 01.07.1934  | Alpsray Winterswick | Eingliederung                                                                    | Rheinberg                                                                        | Moers                                                                            |
| 01.07.1934  | Kaldenhausen Rumeln | Zusammenschluss                                                                  | Rumeln                                                                           | Moers                                                                            |
| 0..ca. 1935 | Camp-Lintfort | Namensänderung                                                                   | Kamp-Lintfort                                                                    | Moers                                                                            |
| 01.04.1935  | Namensänderung der Stadt Duisburg-Hamborn in Duisburg | Namensänderung der Stadt Duisburg-Hamborn in Duisburg                            | Namensänderung der Stadt Duisburg-Hamborn in Duisburg                            | Namensänderung der Stadt Duisburg-Hamborn in Duisburg                            |
| 01.04.1935  | Neukirchen-Vluyn Rayen Vluynbusch | Zusammenschluss                                                                  | Neukirchen                                                                       | Moers                                                                            |
| 01.04.1935  | Schaephuysen | Eingliederung                                                                    | Rheurdt                                                                          | Moers                                                                            |
| 14.06.1935  | Hardenberg | Namensänderung                                                                   | Neviges                                                                          | Düsseldorf-Mettmann                                                              |
| 01.04.1936  | Kapellen Gebietsteile | Umgliederung                                                                     | Krefeld-Uerdingen                                                                | –                                                                                |
| 01.04.1937  | Hiddinghausen I Hiddinghausen II | Zusammenschluss                                                                  | Hiddinghausen                                                                    | Ennepe-Ruhrkreis                                                                 |
| 01.10.1937  | Essen Gebietsteile | Umgliederung                                                                     | Kettwig                                                                          | Düsseldorf-Mettmann                                                              |
| 12.10.1937  | Breitscheid-Selbeck | Namensänderung                                                                   | Breitscheid                                                                      | Düsseldorf-Mettmann                                                              |
| 19.01.1939  | Grundschöttel | Eingliederung                                                                    | Volmarstein                                                                      | Hagen                                                                            |
| 19.01.1939  | Wengern Gebietsteile | Umgliederung                                                                     | Volmarstein                                                                      | Hagen                                                                            |
| 13.03.1939  | Ende | Eingliederung                                                                    | Herdecke                                                                         | Ennepe-Ruhrkreis                                                                 |
| 01.04.1939  | Mark Gebietsteile Werries Gebietsteile | Umgliederung                                                                     | Hamm                                                                             | –                                                                                |
| 01.04.1939  | Holthausen Gebietsteile Welper Gebietsteile Winz Gebietsteile | Umgliederung                                                                     | Hattingen                                                                        | Ennepe-Ruhrkreis                                                                 |
| 01.04.1939  | Bönning Bönninghardt Drüpt Huck Millingen | Eingliederung                                                                    | Alpen                                                                            | Moers                                                                            |
| 01.04.1939  | Winnenthal | Eingliederung                                                                    | Birten                                                                           | Moers                                                                            |
| 01.04.1939  | Mark Gebietsteile | Umgliederung                                                                     | Braam-Ostwennemar                                                                | Unna                                                                             |
| 01.04.1939  | Hamm Gebietsteile | Umgliederung                                                                     | Werries                                                                          | Unna                                                                             |
| 01.04.1939  | Hamm Gebietsteile Mark Gebietsteile | Umgliederung                                                                     | Westtünnen                                                                       | Unna                                                                             |
| 01.04.1943  | Hervest Holsterhausen | Eingliederung                                                                    | Dorsten                                                                          | Recklinghausen                                                                   |
| etwa 1945   | Namensänderung des Ennepe-Ruhrkreises in Ennepe-Ruhr-Kreis | Namensänderung des Ennepe-Ruhrkreises in Ennepe-Ruhr-Kreis                       | Namensänderung des Ennepe-Ruhrkreises in Ennepe-Ruhr-Kreis                       | Namensänderung des Ennepe-Ruhrkreises in Ennepe-Ruhr-Kreis                       |